# Ivonka Survila
Ivonka Survilla o Surviła (bielorruso: Івонка Сурвіла, nació el 11 de abril de 1936 en la ciudad de Stoŭbcy, en el este de la entonces Segunda República polaca, que ahora pertenece al Óblast de Minsk, Bielorrusia. Es una pintora y política bielorrusa y desde 1997 es la presidenta de la Rada de la República Popular Bielorrusa (BNR), el gobierno en el exilio de la antigua República Democrática Bielorrusa fundada en 1918.

## Trayectoria
Su padre fue el ministro de finanzas en la Rada de BNR en el exilio cuando Mikola Abrámtchyk era el presidente de la Rada.
En el año 1944, la familia dejó su país. Pasando por Prusia Oriental y Dinamarca, emigró a Francia. En París, Ivonka estudio bellas artes en la escuela L'Ecole nationale supérieure des beaux-arts y los idiomas escandinavos y el inglés en la Sorbona. En 1959, se casó con Janka Survilla (bielorruso: Янка Сурвіла) y se trasladó a Madrid. Durante los años 1959 a 1965, trabajó en la Radio Nacional de España donde, junto a su marido, mantuvo un programa en bielorruso que se emitía a Bielorrusia. También enseñó el francés en el Instituto francés de Madrid. En Madrid, nacieron sus dos hijas: Hanna Pradslava (Ганна) y Maria Paula (Паўлінка).
Se trasladó a Canadá en 1969 donde trabajó de traductora hasta el año 1996.1 Ha participado en varias exposiciones de arte en Canadá y los Estados Unidos. Poco después del accidente de Chernóbil organizó el Fondo canadiense de ayuda a las víctimas de Chernóbil en Bielorrusia. El fondo ofrecía ayuda médica a las víctimas del accidente y también permitió a los niños que habían sufrido del accidente ir a Canadá durante el verano para mejorar la salud. 
En 2008, apareció su libro Daroha (Дарога) donde cuenta sobre su vida. El libro está escrito en bielorruso.3 En 1997, Survilla fue elegida presidenta de la Rada de BNR.

## Vida personal
Su marido falleció en 1997. Ivonka Survila habla cinco idiomas: bielorruso, francés, español, inglés y danés.2